# Scott Garland (Eishockeyspieler)
Scott Stephen Garland (* 16. Mai 1952 in Regina, Saskatchewan; † 9. Juni 1979 in Montreal, Québec) war ein kanadischer Eishockeyspieler, der im Verlauf seiner aktiven Karriere zwischen 1970 und 1979 unter anderem 98 Spiele für die Toronto Maple Leafs und Los Angeles Kings in der National Hockey League auf der Position des linken Flügelstürmers bestritten hat. Hauptsächlich spielte Garland, der im Alter von 27 Jahren an den Folgen eines Verkehrsunfalls starb, jedoch in der Central Hockey League.

## Karriere
Garland begann seine Juniorenkarriere zur Saison 1970/71 bei den Canadien junior de Montréal in der Ontario Hockey Association. Zur folgenden Spielzeit wechselte der Flügelstürmer in die unterklassige Southern Ontario Junior Hockey League, wo er für die Sarnia Bees auflief. Zudem bestritt er auch einige Partien für die Peterborough Petes in der OHA.
Zur Spielzeit 1972/73 wechselte Garland ins Profilager, als er einen Vertrag bei den Tulsa Oilers aus der Central Hockey League unterschrieb. Dort konnte er mit seinen Leistungen überzeugen und erhielt zur folgenden Saison ein Vertragsangebot der Toronto Maple Leafs aus der National Hockey League, das der Free Agent auch annahm. Der Angreifer wurde von den Maple Leafs aber zunächst weiterhin in der CHL eingesetzt, wo er in den folgenden drei Jahren für die Oklahoma City Blazers auf Eis ging. Im Verlauf der Saison 1975/76 debütierte Garland schließlich für Toronto und absolvierte 23 Begegnungen. Zur Spielzeit 1976/77 gelang es ihm einen Stammplatz im NHL-Aufgebot der Maple Leafs zu erhalten, sodass er das gesamte Jahr dort verblieb und in 69 der 80 Saisonspiele eingesetzt wurde. Dabei gelangen ihm 29 Scorerpunkte. Dies sollte allerdings sein einziges komplettes Spieljahr in der NHL bleiben; er weigerte sich weiter für Toronto zu spielen und wurde daher in der Saison 1977/78 von den Toronto Maple Leafs zu den Tulsa Oilers zurück in die CHL geschickt.
Im Sommer 1978 transferierten sie den Stürmer dann gemeinsam mit Brian Glennie, Kurt Walker und einem Zweitrunden-Wahlrecht im NHL Entry Draft 1979 zu den Los Angeles Kings, während diese im Gegenzug Dave Hutchison und Lorne Stamler erhielten. Garland konnte sich bei seinem neuen Klub aber ebenfalls nicht nachhaltig für eine Berufung ins NHL-Aufgebot empfehlen, wodurch er den Großteil der Saison in Los Angeles’ Farmteam, den Springfield Indians aus der American Hockey League verbrachte. Er bestritt in der Saison 1978/79 lediglich sechs weitere NHL-Spiele für die Kings.
Am 9. Juni 1979 – während der Sommerpause der NHL – war Garland in der franko-kanadischen Metropole Montreal in einen Verkehrsunfall verwickelt. Während der Fahrt platze an seinem Fahrzeug ein Reifen, woraufhin es in eine Mauer einschlug. Er verstarb nur wenig später im Alter von 27 Jahren an seinen Verletzungen, die er durch die Wucht des Aufpralls erlitten hatte. Garland wurde in seiner Geburtsstadt Regina in der Provinz Saskatchewan beigesetzt.

## Karrierestatistik
(Legende zur Spielerstatistik: Sp oder GP = absolvierte Spiele; T oder G = erzielte Tore; V oder A = erzielte Assists; Pkt oder Pts = erzielte Scorerpunkte; SM oder PIM = erhaltene Strafminuten; +/− = Plus/Minus-Bilanz; PP = erzielte Überzahltore; SH = erzielte Unterzahltore; GW = erzielte Siegtore; 1 Play-downs/Relegation; Kursiv: Statistik nicht vollständig)